# Lúčka (Rožňava)
Lúčka, ungarisch Lucska, ist eine Gemeinde im Osten der Slowakei mit 175 Einwohnern (Stand 31. Dezember 2024), die zum Okres Rožňava, einem Teil des Košický kraj, gehört und in der traditionellen Landschaft Gemer liegt.

## Geographie
Die Gemeinde befindet sich im Slowakischen Erzgebirge, zwischen dem Gebirge Volovské vrchy nördlich und dem Slowakischen Karst südlich des Ortes, im Tal des Baches Čremošná im Einzugsgebiet der Slaná. Das Ortszentrum liegt auf einer Höhe von 588 m n.m. und ist 18 Kilometer von Rožňava entfernt.
Nachbargemeinden sind Smolník und Hačava im Norden, Bôrka im Osten, Hrhov im Süden und Kováčová im Westen.

## Geschichte

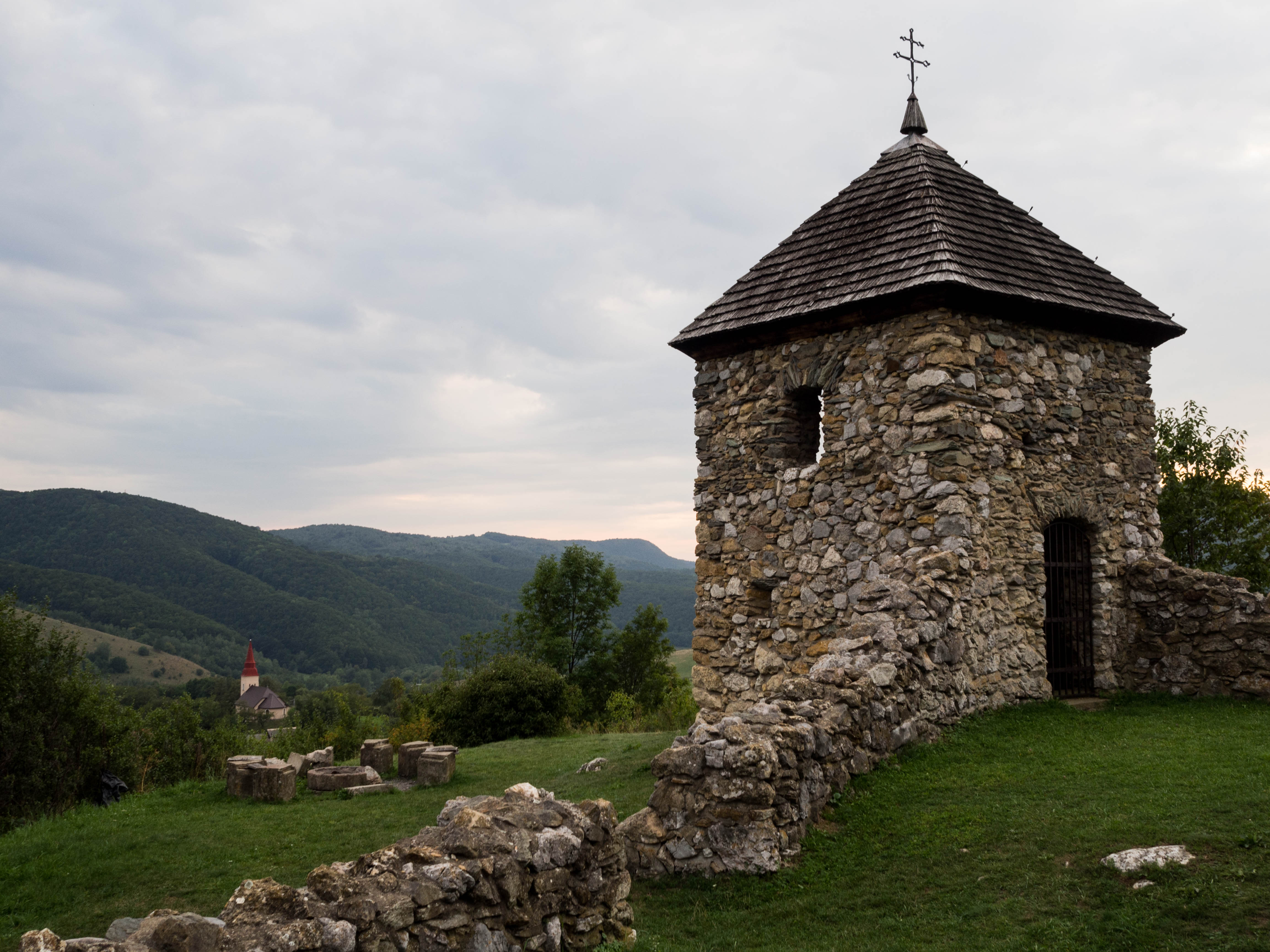
Ruinen der „hussitischen Kirche“

Lúčka wurde zum ersten Mal 1406 als Luchka schriftlich erwähnt und entstand wahrscheinlich im 13. Jahrhundert. Das Dorf lag im Herrschaftsgebiet der Burg Tornau. Auf dem Gemeindegebiet förderte man Eisenerz. Die Einwohner waren vorwiegend im Bergbau und Eisenhüttenwesen beschäftigt. 1828 zählte man 69 Häuser und 574 Einwohner. Im 18. und 19. Jahrhundert entwickelte sich das Eisenhüttenwesen im Ort, 1853 entstand ein Eisenwerk und Hochofen.
Bis 1918/1919 gehörte der im Komitat Gemer und Kleinhont (bis 1881 Komitat Torna) liegende Ort zum Königreich Ungarn und kam danach zur Tschechoslowakei beziehungsweise heute Slowakei. In der ersten tschechoslowakischen Republik waren die Einwohner als Korbmacher, Landwirte und Weber tätig. Auf Grund des Ersten Wiener Schiedsspruchs lag er von 1938 bis 1945 noch einmal in Ungarn.

## Bevölkerung
| Jahr                | 1994 | 2004     | 2014     | 2024    |
| ------------------- | ---- | -------- | -------- | ------- |
| Anzahl der Personen | 236  | 211      | 183      | 175     |
| Unterschied         |      | −10,59 % | −13,27 % | −4,37 % |

| Jahr                | 2023 | 2024    |
| ------------------- | ---- | ------- |
| Anzahl der Personen | 172  | 175     |
| Unterschied         |      | +1,74 % |

Nach der Volkszählung 2011 wohnten in Lúčka 192 Einwohner, davon 161 Magyaren und 29 Slowaken. Zwei Einwohner machten keine Angabe zur Ethnie.
122 Einwohner bekannten sich zur römisch-katholischen Kirche, 30 Einwohner zur reformierten Kirche, drei Einwohner zur evangelisch-methodistischen Kirche sowie jeweils zwei Einwohner zu den Zeugen Jehovas und zur griechisch-katholischen Kirche. 20 Einwohner waren konfessionslos und bei 13 Einwohnern wurde die Konfession nicht ermittelt.

## Baudenkmäler
- reformierte (calvinistische) Kirche aus dem Jahr 1926[6]
- Ruinen der römisch-katholischen Wehrkirche Mariä Geburt im frühgotischen Stil aus dem 13. Jahrhundert, auch als „hussitische Kirche“ bekannt, nachdem Johann Giskras Truppen die Wehrkirche hielten. Nachdem die Kirche während des Ersten Weltkriegs ausgebrannt war und nach dem Bau der neuen Kirche im Ort wurde diese Kirche dem Verfall preisgegeben, bis sie in den 1980er Jahren konserviert wurde.[7]